# Les Brumes de l'aube
Pour plus de détails, voir Fiche technique et Distribution.
Les Brumes de l'aube (Manhã Submersa) est un film dramatique portugais réalisé par Lauro António (pt) et sorti en 1980.
Il s'agit d'une adaptation du roman Matin perdu (Manhã Submersa) de Vergílio Ferreira paru en 1954. Le film a également été diffusé sous forme de mini-série de 4x90 minutes.

## Synopsis
Dans le paysage archaïque de la Beira Alta, une simple paysanne veuve envoie son fils António, âgé de 12 ans, au séminaire catholique, en accord avec sa marraine Dona Estefânia, chef de la vieille famille influente dont dépendent les familles paysannes pauvres de la région. Au séminaire, strictement réglementé, les garçons mènent une vie sans joie, marquée par l'oppression et l'humiliation. António doit passer ses vacances au manoir dans l'ambiance tendue de la famille de sa sévère marraine, et il ne lui reste donc que peu de moments avec sa famille qui l'aime dans la simple maison de ses parents.
Le jeune garçon réservé essaie loyalement de répondre aux exigences de tous. Pourtant, il subit une répression constante et il ne lui reste que peu de moments à peu près humains dans la vie avec ses camarades de classe. Il vit ainsi dans une nostalgie croissante de son village et de sa famille chaleureuse, pour laquelle il doit cependant rester au séminaire afin d'éviter des désavantages sociaux, le séminaire étant en outre la seule perspective d'une vie meilleure pour lui.
Cette vie sans aucune liberté personnelle, régie par une piété extrême, une hypocrisie constante et des humiliations injustes, accable António qui aspire à devenir un adulte normal. Au bout de deux ans, il n'a finalement qu'une envie : quitter le séminaire. Les attentes de sa mère tourmentée, qui l'aime, et de sa marraine haut placée, qui le méprise, continuent cependant de le contraindre à rester.
Lorsqu'un camarade de classe de confiance tombe malade et meurt, la décision de fuir mûrit en lui. De plus en plus coincé entre les attentes irréalisables des pères du séminaire, sa marraine condescendante et sa famille en détresse, António ne voit d'autre issue que l'exclusion forcée par automutilation. Lors d'une fête de famille organisée par sa marraine au cœur froid, il ressent à nouveau le rejet social et saisit spontanément l'occasion qui se présente.

## Fiche technique
- Titre français : Les Brumes de l'aube[1]
- Titre original portugais : Manhã Submersa[2]
- Réalisation : Lauro António (pt)
- Scénario : Lauro António d'après le roman Matin perdu de Vergílio Ferreira paru en 1954.
- Photographie : Elso Roque
- Montage : Lauro António
- Musique : Giuseppe Verdi, chants grégoriens, Alberto Ribeiro (pt)
- Production :	Lauro António
- Société de production :  Instituto do Cinema e do Audiovisual (Instituto Português de Cinema), LA Produções Cinematograficas
- Pays de production :  Portugal
- Langue originale : portugais
- Format : couleurs - 1,66:1 - Son mono - 35 mm
- Genre : drame
- Durée : 131 minutes
- Dates de sortie : 
  - Portugal : avril 1980
  - France : mai 1980 (Quinzaine des réalisateurs au Festival de Cannes 1980) ; 18 octobre 1989 (sortie nationale)

## Distribution
- Eunice Muñoz : D. Estefânia
- Vergílio Ferreira : Recteur
- Canto e Castro (pt) : Père Tomás
- Jacinto Ramos (pt) : Père Martins
- Carlos Wallenstein : Père Lion
- Joaquim Manuel Dias : António
- Miguel Franco : Le capitaine
- Maria Olguim (pt) : Joana
- Adelaide João (pt) : la mère d'António
- Joaquim Rosa (pt) : Père Alves
- Alexandra Prado Coelho : Mariazinha
- Rui Luís (pt) : Oncle Gorra
- Mário Botas (pt) : curé
- Fátima Murta : Aldeã
- Jorge Vale : Père Fialho
- José Camacho Costa (pt) : Padre Pita
- António dos Santos (pt) : Père Cunha
- Manuel Cavaco : Criado
- José Severino : Dr Alberto
- Maria de Lurdes Martins : Caroiina
- António Marques Silvestre : Main noire (Mão Negra)
- Bruno Beltrão : Gaudêncio
- Vítor Candeias : Gama
- Carlos Alberto Macedo : Amílcar
- Florentino : Luís Almerindo da Silva
- Hugo Martins Ferreira, Peres
- Carlos Manuel Silva : Taborda
- Rui de Oliveira Duarte : Tavares
- Figuration : les habitants de Linhares (Serra da Estrela

## Perspectives historiques
Manhã Submersa, avec d'autres films portugais de la même année (Cerromaior (pt) de Luís Filipe Rocha, A Culpa (pt), d'António Vitorino de Almeida (pt), Verde por Fora, Vermelho por Dentro (pt), de Ricardo Costa, Oxalá (pt) d'António-Pedro Vasconcelos, Kilas, o Mau da Fita (pt), de José Fonseca e Costa et le documentaire Bom Povo Português (pt), de Rui Simões) marquent un tournant important dans l'histoire du cinéma portugais et inaugurent une « décennie d'or ».
Ce processus de renouveau avait commencé au cours de la décennie précédente avec la révolution des œillets, mais ce n'est qu'en 1980 qu'il s'est exprimé de manière significative. Il s'agit de films novateurs, à la fois comme œuvres à contenu politique, sans se laisser classer dans le cinéma militant, et comme expériences formelles qui rompent avec la tradition antérieure au Nouveau Cinéma Portugais, dans la continuité duquel ils s'affirment.
Quatre des cinéastes en vue cette année-là (Lauro António, Vitorino d'Almeida (pt), Ricardo Costa et Rui Simões) ont été empêchés de tourner pendant de nombreuses années en raison du refus d'accorder à leurs projets le financement officiel qui maintient le cinéma portugais en vie.